# Red State
Pour plus de détails, voir Fiche technique et Distribution.
Red State est un film américain réalisé Kevin Smith et sorti en 2011.
Il connaît une sortie limitée États-Unis le 5 mars 2011 et avant une diffusions sur le reste du territoire le 19 octobre 2011. C'est le premier film d'horreur du réalisateur après des comédies comme Clerks, les employés modèles (1994), Jay et Bob contre-attaquent (2001) ou Top Cops (2010).

## Synopsis
Un groupe d'adolescents reçoit une invitation en ligne pour du sexe, mais ils vont vite rencontrer des fondamentalistes chrétiens avec un programme beaucoup plus sinistre.

## Fiche technique
- Titre original : Red State
- Réalisation et scénario : Kevin Smith
- Montage : Kevin Smith
- Directeur de la photographie : David Klein
- Décors : Cabot McMullen
- Costumes : Beth Pasternak
- Production : Jonathan Gordon

Producteurs délégués : Victor Choy, Jason Clark, Harvey Cohen, Philip Elway, Shea Kammer, Nhaelan McMillan et Elyse Seiden
- Budget : 4 millions de dollars[1]
- Langue originale : anglais
- Sociétés de production : The Harvey Boys et NVSH Productions
- Sociétés de distribution : SModcast Pictures / Lionsgate (États-Unis), Entertainment One (Royaume-Uni)
- Genre : thriller, horreur
- Durée : 88 minutes
- Dates de sortie[2] :
  - États-Unis : 23 janvier 2011 (festival du film de Sundance)
  - États-Unis : 5 mars 2011 (New York)
  - Canada : 14 juillet 2011 (Festival FanTasia)
  - Canada : 29 septembre 2011 (sortie limitée)
  - États-Unis, Canada : 18 octobre 2011 (DVD et Blu-ray)
  - France : 26 juin 2012 (DVD et Blu-ray[3])

## Distribution
- Michael Parks : le pasteur Abin Cooper
- Melissa Leo : Sara
- John Goodman (V.F. : Jacques Frantz) : Keenan
- Michael Angarano : Travis
- Kyle Gallner : Jarod
- Stephen Root : le shérif Wynan
- Nicholas Braun : Billy Ray
- Kevin Pollak : l'agent de l'ATF Brooks
- Anna Gunn : Irma
- Kerry Bishé : Cheyenne
- Jennifer Schwalbach Smith : Esther
- Kevin Alejandro : l'agent tactique Harry
- James Parks : Mordechai
- John Lacy : Bruce
- Marc Blucas : un sniper de l'ATF
- Patrick Fischler : l'agent du FBI N°1

## Production

### Genèse du projet
En 2006, Kevin Smith annonce à la convention Wizard World de Chicago que son prochain film sera un film d'horreur assez dur. Il révèle ensuite le titre en avril 2007 et déclare s'être inspiré du pasteur Fred Phelps :

« (…) beaucoup de chose du sujet, des points de vue et des positions extrémistes prises. Ce n'est certainement pas Phelps lui-même mais c'est très inspiré par la personnalité de Phelps. »

— Kevin Smith
Le scénario est fini en août 2007, juste avant le tournage de son film Zack et Miri font un porno.

### Attribution des rôles
Le 24 juillet 2010, Michael Parks est annoncé dans le rôle principal, puis Matt L. Jones le 5 septembre 2010 via le Twitter de Kevin Smith.

### Tournage
Le film a été tourné à Los Angeles.

## Sortie et accueil

### Promotion, distribution et polémique

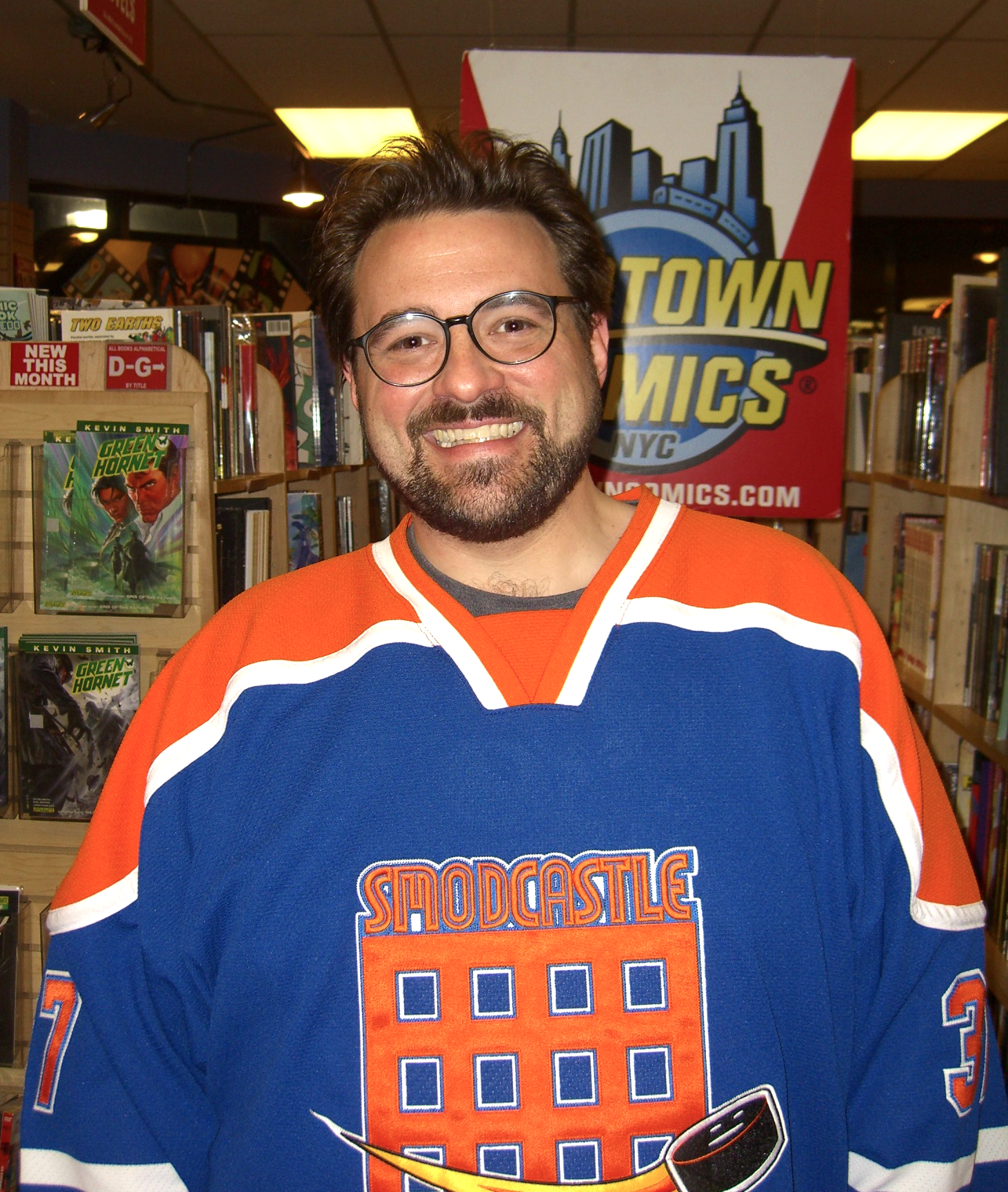
Kevin Smith lors de la promotion du film au Midtown Comics, à New York le 4 mars 2011

Le film est diffusé en janvier 2011 lors du Festival de Sundance, où il reçoit des critiques plutôt positives. Mais durant le festival, Kevin Smith décide de ne pas vendre son film à un distributeur, comme c'est souvent le cas durant le festival. Cela provoque alors une polémique au sein des festivaliers et des professionnels présents. Il annonce qu'il distribuera lui-même le film, à travers sa société Smodcast Pictures.
Il organise alors le Red State Tour, où il présente le film dans les grandes villes américaines afin de récolter des fonds nécessaires à la distribution.
Red State Tour
- 22 mars 2011 : Paramount Theatre de Denver, Colorado[13]
- 26 mars 2011 : Elmwood Palace 20 de La Nouvelle-Orléans, Louisiane
- 28 mars 2011 : Paramount Theatre d'Austin, Texas
- 29 mars 2011 : Cobb Energy Centre d'Atlanta, Géorgie
- 4 avril 2011 : McCaw Hall de Seattle, Washington
- 9 avril 2011 : Wiltern Theater de Los Angeles, Californie

### Critique
Le film reçoit des critiques partagées. Sur le site Rotten Tomatoes, il totalise un pourcentage de 58 % d'opinions positives basé sur 77 critiques avec une note moyenne 5.9/10. Katey Rich du site internet Cinema Blend critique le jeu des acteurs qui, selon elle « sur-jouent », notamment Melissa Leo, ou sont inexpressifs, comme Michael Parks,.
Par ailleurs, certains journalistes sont assez optimistes sur le film. Todd McCarthy du Hollywood Reporter parle d'une « grenade manuelle cinématographique qui remuera les fanatiques partout ». Pour Jeff Sneider de TheWrap.com, le film apporte quelque chose de nouveau au genre. Pour Germain Loussier de /Film, Kevin Smith prouve, après Top Cops, qu'il a gardé un style unique.

## Distinctions

### Récompenses
- 2011 : Meilleur film au festival international du film de Catalogne.